# Charles John Andersson
Pour les articles homonymes, voir Andersson.
Charles John Andersson (Värmland, 4 mars 1827-Angola, 9 juillet 1867) est un explorateur et un chasseur suédois, également naturaliste et ornithologue. Ses voyages le menèrent tout particulièrement en Afrique australe.

## Biographie
Fils naturel d'un chasseur anglais et d'une de ses domestiques, il est élevé en Suède où il accompagne souvent son père dans des expéditions cynégétiques. Il commence alors une collection de spécimens naturels.
Après des études à l'université de Lund (1847), il part en 1849 à Londres pour y vendre sa collection afin de financer un voyage autour du monde. Il fait alors la connaissance de Francis Galton et effectue son premier périple avec lui en Namibie (1850). Il découvre ensuite seul le lac Ngami.
Directeur de mines en Afrique, il découvre en 1859 le cours de l'Okavango.
Bien qu'il ne se soit jamais rendu au Svalbard, un archipel y a été nommé en son nom.

## Publications
- 1855 : « Explorations in South Africa, with the Route from Walfisch Bay to Lake Ngami », in Journal of the Royal Geographical Society, 25 (25), p. 79–107
- 1856 : Lake Ngami, or Explorations and Discoveries in the Wilds of Southern Africa, New York.
- 1861 : The Okavango River, a Narrative of Travel, Exploration and Adventure, London.
- 1873 : The Lion and The Elephant, London.
- 1875 : Notes of Travel in South-Western Africa, New York.